# Objetivo de Desenvolvimento Sustentável 13
O Objetivo de Desenvolvimento Sustentável 13 (ODS 13), também conhecido como Objetivo Global 13, visa limitar e adaptar-se às alterações climáticas causadas pelo homem. Ele faz parte dos 17 Objetivos de Desenvolvimento Sustentável estabelecidos pela Assembleia Geral das Nações Unidas em 2015. A declaração oficial da missão deste objetivo é “Tomar medidas urgentes para combater as alterações climáticas e seus impactos”. O ODS 13 e o ODS 7, que trata de energia limpa, estão intimamente relacionados e complementares.
O Objetivo de Desenvolvimento Sustentável 13 (ODS 13) possui cinco metas que devem ser alcançadas até 2030. Elas abrangem uma ampla variedade de questões relacionadas à ação climática. As três primeiras metas são metas de resultados. Elas visam, em primeiro lugar, fortalecer a resiliência e a capacidade de adaptação às catástrofes relacionadas ao clima. Em segundo lugar, buscam integrar as medidas relacionadas às mudanças climáticas nas políticas e no planejamento. E, em terceiro lugar, têm como objetivo construir conhecimento e capacidade. As duas metas restantes são metas de meios de implementação: implementar a Convenção-Quadro das Nações Unidas sobre Mudanças Climáticas (UNFCCC) e promover mecanismos para aumentar a capacidade de planejamento e gestão. Juntamente com cada meta, existem indicadores que fornecem um método para analisar o progresso global de cada objetivo. A UNFCCC é o principal fórum intergovernamental para negociar a resposta global às alterações climáticas.
Sob o Acordo de Paris de 2015, as nações concordaram coletivamente em manter o aquecimento "bem abaixo de 2°C". No entanto, com os compromissos assumidos no âmbito do Acordo, o aquecimento global ainda atingiria cerca de 2,7ºC até o final do século.
A partir de 2020, muitos países estão agora a implementar os seus planos nacionais de adaptação às alterações climáticas .

## Fundo

Mudança na temperatura do ar na superfície nos últimos 50 anos

Mudança na temperatura média do ar na superfície desde a Revolução Industrial, além dos fatores que levaram a essa mudança. A atividade humana causou o aumento das temperaturas, com as forças naturais acrescentando alguma variabilidade.

O ODS 13 pretende tomar medidas urgentes para combater as alterações climáticas e os seus impactos.
As alterações climáticas ameaçam as pessoas com o aumento das inundações, o calor extremo, o aumento da escassez de alimentos e de água, mais doenças e perdas económicas . A migração humana e os conflitos também podem ser uma consequência.
Muitos impactos das alterações climáticas já são sentidos nos atuais 1,2ºC nível de aquecimento. O aquecimento adicional aumentará estes impactos e poderá desencadear pontos de ruptura, como o derretimento da camada de gelo da Gronelândia . Sob o Acordo de Paris de 2015, as nações concordaram coletivamente em manter o aquecimento "bem abaixo de 2°C". No entanto, com os compromissos assumidos no âmbito do Acordo, o aquecimento global ainda atingiria cerca de 2,7ºC até o final do século.
A redução das emissões requer a geração de eletricidade a partir de fontes de baixo carbono, em vez da queima de combustíveis fósseis. Esta mudança inclui a eliminação progressiva das centrais eléctricas alimentadas a carvão e gás natural, o aumento enorme da utilização de energia eólica, solar e outros tipos de energia renovável, e a redução da utilização de energia .

## Metas, indicadores e progresso
As metas propõem fortalecer a resiliência e a capacidade de adaptação aos desastres relacionados com o clima (Meta 13.1), integrar medidas de mudança climática nas políticas e planejamento (Meta 13.2), desenvolver conhecimento e capacidade para enfrentar as mudanças climáticas (Meta 13.3), implementar a Convenção-Quadro da ONU sobre Mudanças Climáticas (Meta 13.a) e promover mecanismos para aumentar a capacidade de planejamento e gestão (Meta 13.b).
Cada uma das meta inclui um ou mais indicadores que ajudam a medir e monitorar o progresso. Sendo alguns dos indicadores o número de mortes, pessoas desaparecidas e pessoas diretamente afetadas atribuídas a desastres a cada 100.000 habitantes (13.1.1) ou o total de emissões de gases de efeito estufa geradas a cada ano (13.2.2.) 

Mapa mundial relacionado ao Indicador 13.1.1 em 2017: Pessoas deslocadas internamente devido a desastres naturais

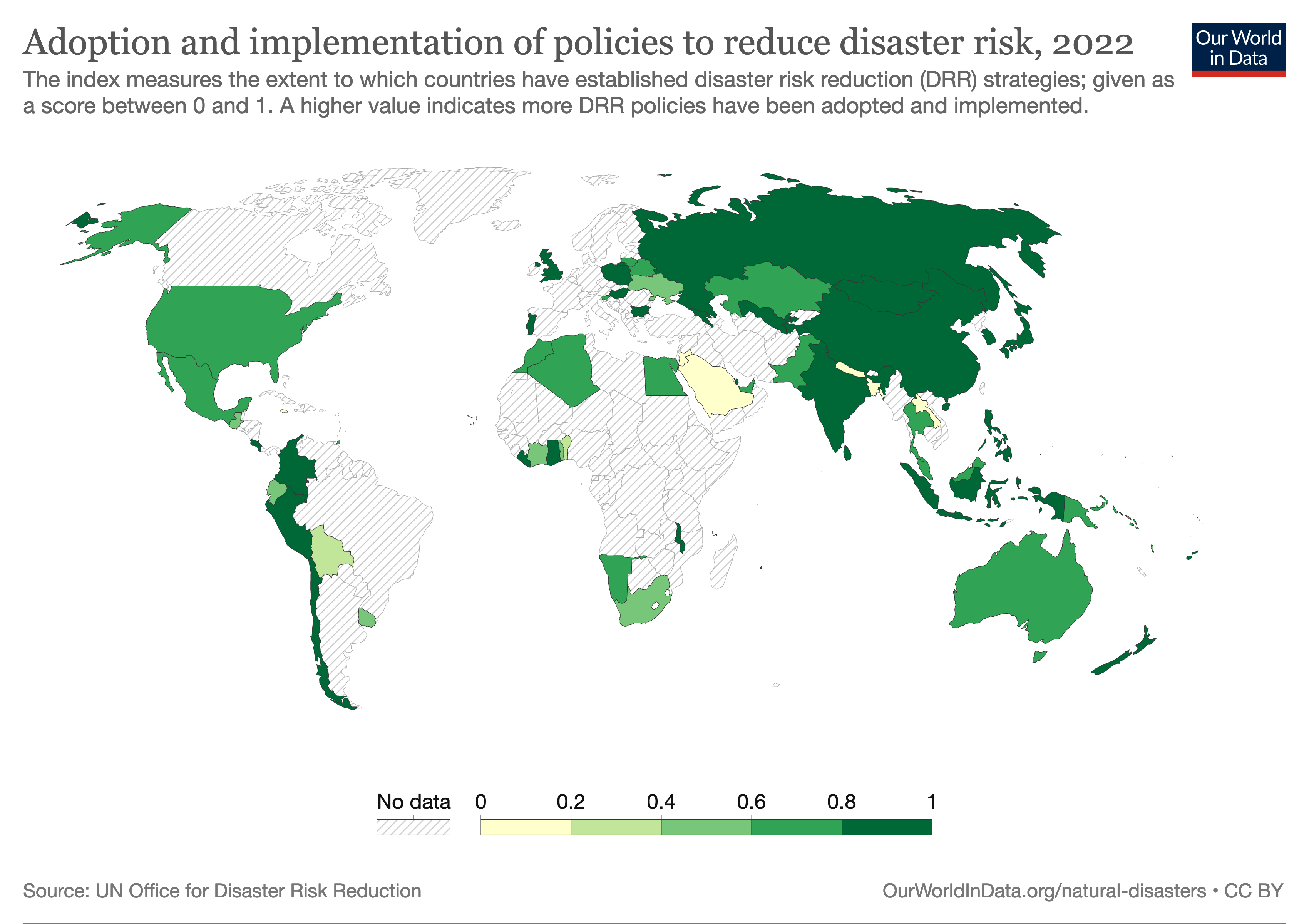
Mapa mundial relacionado ao Indicador 13.1.2 em 2018. O mapa mostra o número de países que adoptam e implementam estratégias nacionais de redução do risco de catástrofes, em linha com o Quadro de Sendai para a Redução do Risco de Catástrofes 2015–2030.

### Principais Metas do ODS 13:
- Fortalecer a Resiliência e a Capacidade de Adaptação:
  - Fortalecer a resiliência e a capacidade de adaptação a riscos relacionados ao clima e desastres naturais em todos os países.
- Integrar Medidas Contra a Mudança do Clima nas Políticas, Estratégias e Planejamento Nacionais:
  - Integrar medidas contra a mudança do clima nas políticas, estratégias e planejamentos nacionais.
- Melhorar a Educação, a Conscientização e a Capacidade Humana e Institucional:
  - Melhorar a educação, a conscientização e a capacidade humana e institucional em mitigação da mudança do clima, adaptação, redução de impactos e alerta precoce.
- Implementar os Compromissos Assumidos pelos Países Desenvolvidos no Contexto da Convenção-Quadro das Nações Unidas sobre a Mudança do Clima:
  - Implementar o compromisso de países desenvolvidos-membros da Convenção-Quadro das Nações Unidas sobre a Mudança do Clima de mobilizar conjuntamente US$ 100 bilhões anualmente até 2020 para atender às necessidades dos países em desenvolvimento, no contexto de ações significativas de mitigação e transparência na implementação, e operacionalizar plenamente o Fundo Verde para o Clima através de sua capitalização o mais cedo possível.
- Promover Mecanismos para Aumentar a Capacidade de Planejamento e Gestão Relacionada à Mudança do Clima:
  - Promover mecanismos para aumentar a capacidade de planejamento e gestão eficazes relacionadas à mudança do clima em países menos desenvolvidos, e em pequenas ilhas em desenvolvimento, incluindo o foco em mulheres, jovens, e comunidades locais e marginalizadas.

Emissões médias de dióxido de carbono (CO₂) per capita medidas em toneladas por ano

Emissões de dióxido de carbono por setor

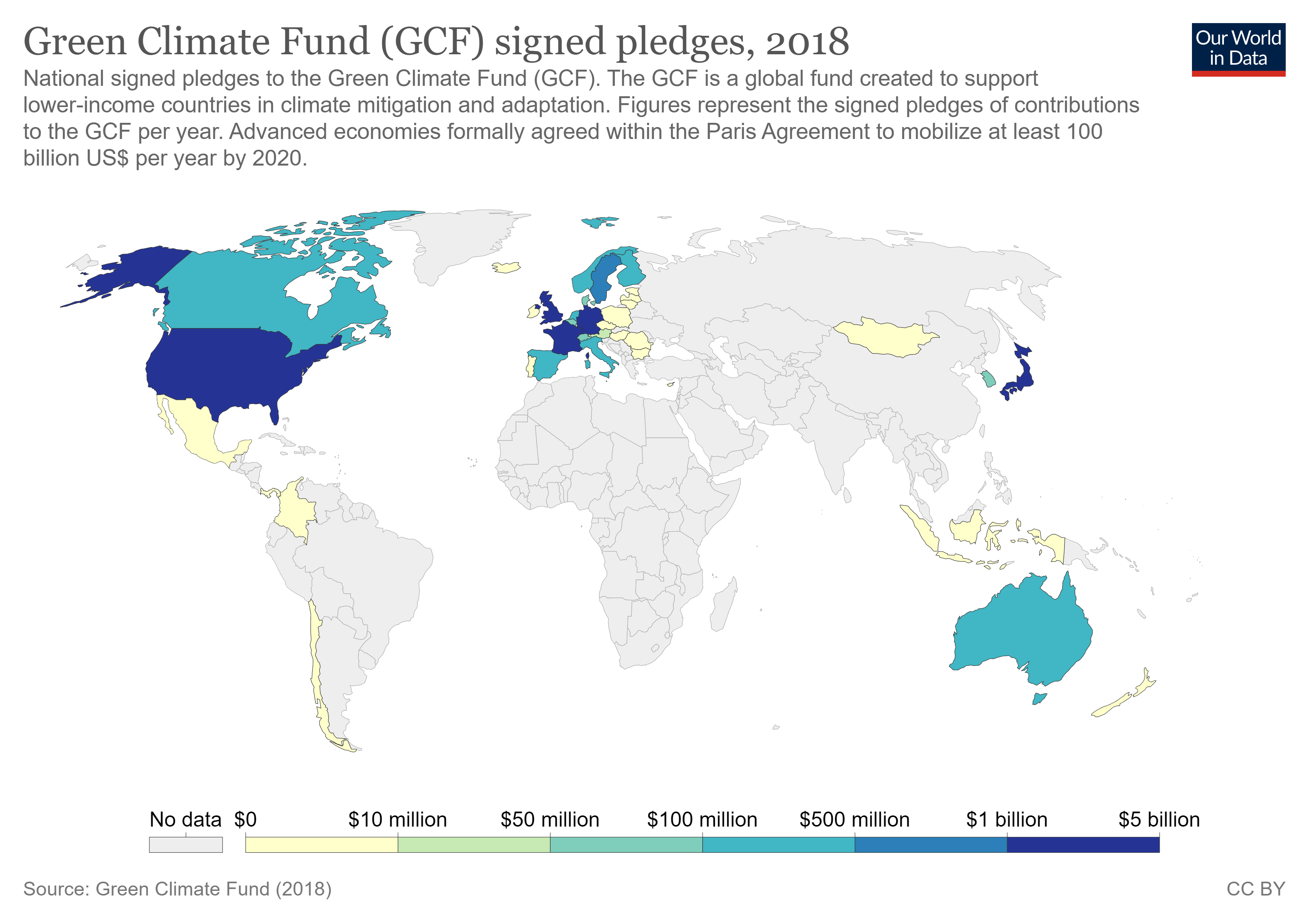
Mobilização do Fundo Verde para o Clima de US$ 100 bilhão, 2018

## Monitoramento
Os relatórios de progresso de alto nível para todos os Objetivos de Desenvolvimento Sustentável (ODS) são publicados na forma de relatórios do Secretário-Geral das Nações Unidas. Além disso, as atualizações e o progresso também podem ser encontrados no website dos ODS, gerido pelas Nações Unidas, e em Our World in Data.

## Desafios

### Impactos da pandemia de COVID-19
Durante a pandemia de COVID-19, observou-se uma redução na atividade econômica. Isso resultou em uma queda de 6% nas emissões de gases de efeito estufa em relação ao que estava inicialmente previsto para 2020. No entanto, essas melhorias foram apenas temporárias. À medida que muitos países começaram a levantar as restrições, as emissões de gases de efeito estufa se recuperaram posteriormente durante a pandemia. O impacto direto das políticas pandêmicas teve um impacto negligenciável a longo prazo nas mudanças climáticas. Além disso, houve uma recuperação na poluição do transporte desde que as restrições governamentais de confinamento foram suspensas. Vale ressaltar que a poluição do transporte é responsável por cerca de 21% das emissões globais de carbono, principalmente devido à dependência de 95% do petróleo..
Após a pandemia, existe uma urgência para que os governos em todo o mundo estimulem as economias locais, investindo dinheiro na produção de combustíveis fósseis, visando à estimulação econômica. No entanto, é importante considerar que o financiamento para políticas econômicas provavelmente desviará os fundos de emergência normalmente destinados ao financiamento climático, como o Fundo Verde para o Clima e outras políticas sustentáveis. A menos que haja ênfase em acordos verdes no redirecionamento de fundos monetários, essa abordagem pode ter implicações significativas para o futuro do nosso planeta.

### Invasão russa da Ucrânia
A invasão russa da Ucrânia e as sanções comerciais resultantes tiveram um efeito adverso adicional no ODS 13. Isso ocorreu porque alguns países responderam à crise aumentando a produção interna de petróleo.

## Links com outros ODS
O Objetivo de Desenvolvimento Sustentável 13 pode conectar-se com os outros 16 ODS
- O nível de ambição climática com que um país pode concordar (ODS 13) corresponde muitas vezes ao seu nível de pobreza ( ODS 1 ).[29]
- Aumentar o acesso à energia sustentável ( ODS 7 ) reduzirá as emissões de gases com efeito de estufa, um grande pilar da acção climática.[2]
- Encontrar parcerias para os ODS ( ODS 17 ) por natureza será aplicado e conectará os 17 objetivos.

## LinkedSDG
As Nações Unidas criaram uma plataforma chamada LinkedSDG, concebida para tornar a informação sobre os objetivos de Desenvolvimento Sustentável mais acessível às partes interessadas e ao público em geral através de gráficos e infográficos. A plataforma pode ser acessada em linkedsdg.org .

## Organizações

### Organizações das Nações Unidas
- Meta climática
- Convenção-Quadro das Nações Unidas sobre Mudanças Climáticas (UNFCC) [32]
- Painel Intergovernamental sobre Mudanças Climáticas (IPCC) [33]
- Conferências das Partes (COP) [34]
- Organização Meteorológica Mundial (OMM) [35]
- ONU-Habitat[36]
- Programa das Nações Unidas para o Meio Ambiente (PNUMA) [37]
- Fundo Verde para o Clima (GCF) [38]